# Nienke Bakker
Ninette (Nienke) Bakker (Amsterdam, 30 januari 1916 - Katwijk, 13 juli 2011) was een Nederlands taalkundige, uitgeefster van het Woordenboek der Nederlandsche Taal en kenner van het taalkundig werk van Guido Gezelle.

## Levensloop
Nienke Bakker was een dochter van Jacob Bakker (1884-1978) en  Grietje (Greet) Onnes (1884-1968). Toen haar vader werkzaam werd in het loodswezen voor de Westerschelde, ging het gezin in Middelburg wonen. Dit had onder meer tot gevolg dat Nienke in 1934 besloot voor haar universitaire studie naar de Rijksuniversiteit Gent te gaan.
Ze promoveerde in 1939 tot licentiaat in de Germaanse talen met een proefschrift waarin ze het taalgebruik onderzocht (en de verschillen noteerde) in Vlaamse en Nederlandse advertenties. In 1948 promoveerde ze tot doctor in de Germaanse talen met een proefschrift onder de titel "De taal in Van Nu en Straks : een bijdrage tot de vergelijkende studie van het noord- en zuidnederlandse taalgebruik" (onuitgegeven).
Vanaf 1948 werkte ze in Leiden als lexicografe bij het Woordenboek der Nederlandsche Taal. Ze zorgde ervoor dat de Vlaamse inbreng in het woordenboek ruimer werd dan voordien.

## Guido Gezelle
In de loop van haar werkzaamheden werd Nienke Bakker een kenner van het werk van Guido Gezelle, meer bepaald van zijn taalkundige activiteiten. Dankzij de tussenkomst van Stijn Streuvels werden de 150.000 taalfiches van Gezelles Woordentas naar het Groot Woordenboek in Leiden overgebracht.
De taalkundige aantekeningen en lexicografische excerpten door Gezelle opgetekend werden door Nienke Bakker aan een systematisch onderzoek onderworpen.
Dirk Geirnaert schreef hierover: Ze maakt de complexe opbouw van de 'Woordentas' inzichtelijk en karakteriseert er de verschillende onderdelen van, ze lost de kryptische afkortingen van Gezelle op, ze verzamelt en beschrijft de door hem geraadpleegde bronnen, ze onderscheidt de verschillende handen die aan de fiches gewerkt hebben, ze informeert over het 'zanters'-netwerk dat Gezelle gebruikte en ze reconstrueert het belangrijke aandeel van Cordelia Van de Wiele bij het tot stand komen van de woordenschat.
In vele bijdragen gaf Nienke Bakker kennis van de systematische ontsluiting en verklaring van de verzameling en van de daarbij gedane ontdekkingen. Hierdoor openbaarde ze de minder bekende kant van Gezelle, die van taalvorser en woordverzamelaar. Ze onderstreepte tevens de inbreng van de medewerkster van de "Meester", Cordelia Van de Wiele

## Publicaties
- Reclames en advertenties in Noord- en Zuid-Nederland, Gent, Koninklijke Academie voor Nederlandse Taal- en Letterkunde, 1951.
- Een klein probleempje, in: De Nieuwe Taalgids, 1964.
- Overzicht der tot en met 1965 door de Maatschappij der Nederlandse Letterkunde toegekende prijzen, in: Gedenkboek bij het 200-jarig bestaan van de Maatschappij der Nederlandse Letterkunde te Leiden,	1966.
- Platvloers(ch): gegevens gevraagd, in: De Nieuwe Taalgids, 1975.
- Gezelles Woordentas, in: Gezellekroniek, 1976.
- De bronnen in Gezelles Woordentas, in: Gezellekroniek, 1978.
- Gezelle, de taaldelver en de taalzorger, in: Gezellekroniek, 1980.
- Over Gezelles ‘Des Morgens’, in: Gezellekroniek, 1982.
- Gezelles Woordentas, bundel artikels over Gezelles taalschat, Leiden, 1998.
- Bastaardwoordenboek, Gent, Kon. Academie voor Taal- en Letterkunde, 2000.